# 里夏爾-勒努瓦站

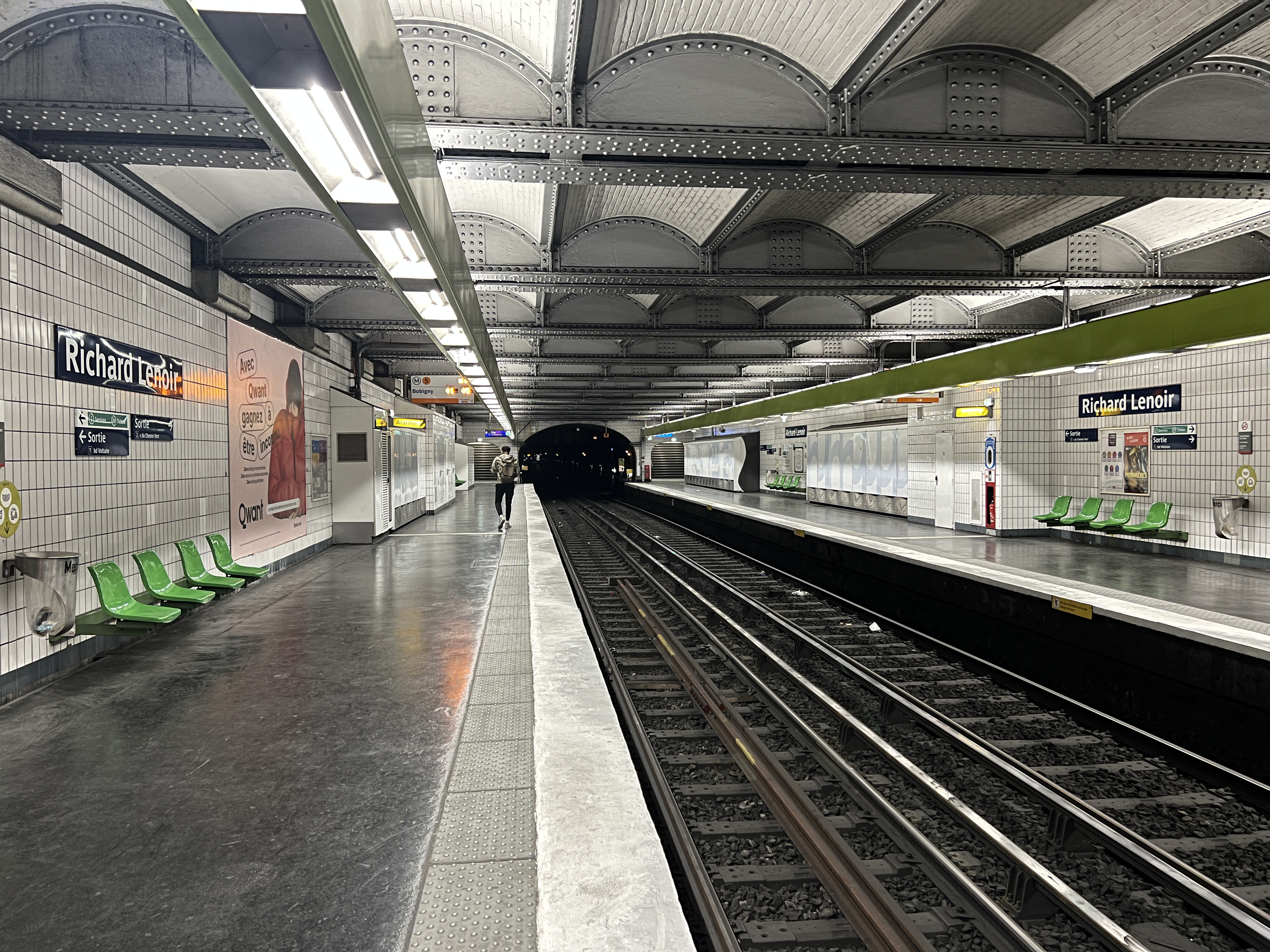
月台 (2022年6月)

里夏爾-勒努瓦站（法語：Richard-Lenoir）是巴黎地鐵的一個車站，服務巴黎地鐵5號線。里夏爾-勒努瓦站的站名是來自於勒努瓦大道，该路得名于18世纪和19世纪的棉纺业主弗朗索瓦·里夏尔-勒努瓦。

## 車站結構
| 街道  |                    |                                      |
| B1    | 夾層               |                                      |
| 5號線 | 南行               | 往意大利廣場（布雷盖-萨班）          |
| 5號線 | 島式月台，左側開門 |                                      |
| 5號線 | 北行               | 往博比尼-巴勃羅·畢卡索（奥伯坎普夫） |